# Кунова Тепліца
Кунова Тепліца (словац. Kunova Teplica) — село в окрузі Рожнява Кошицького краю Словаччини, історична область Гемера. Площа села 8,42 км². Станом на 31 грудня 2016 року в селі проживало 702 жителі.

## Історія
Перші згадки про село датуються 1243 роком.

## Населення
| Рік:            | 1994. | 2004.   | 2014.   | 2024.   |
| --------------- | ----- | ------- | ------- | ------- |
| Кількість осіб: | 680   | 638     | 687     | 709     |
| Різниця:        |       | -6,17 % | +7,68 % | +3,20 % |

| Рік:            | 2023. | 2024.   |
| --------------- | ----- | ------- |
| Кількість осіб: | 715   | 709     |
| Різниця:        |       | -0,83 % |